# Kennel Club

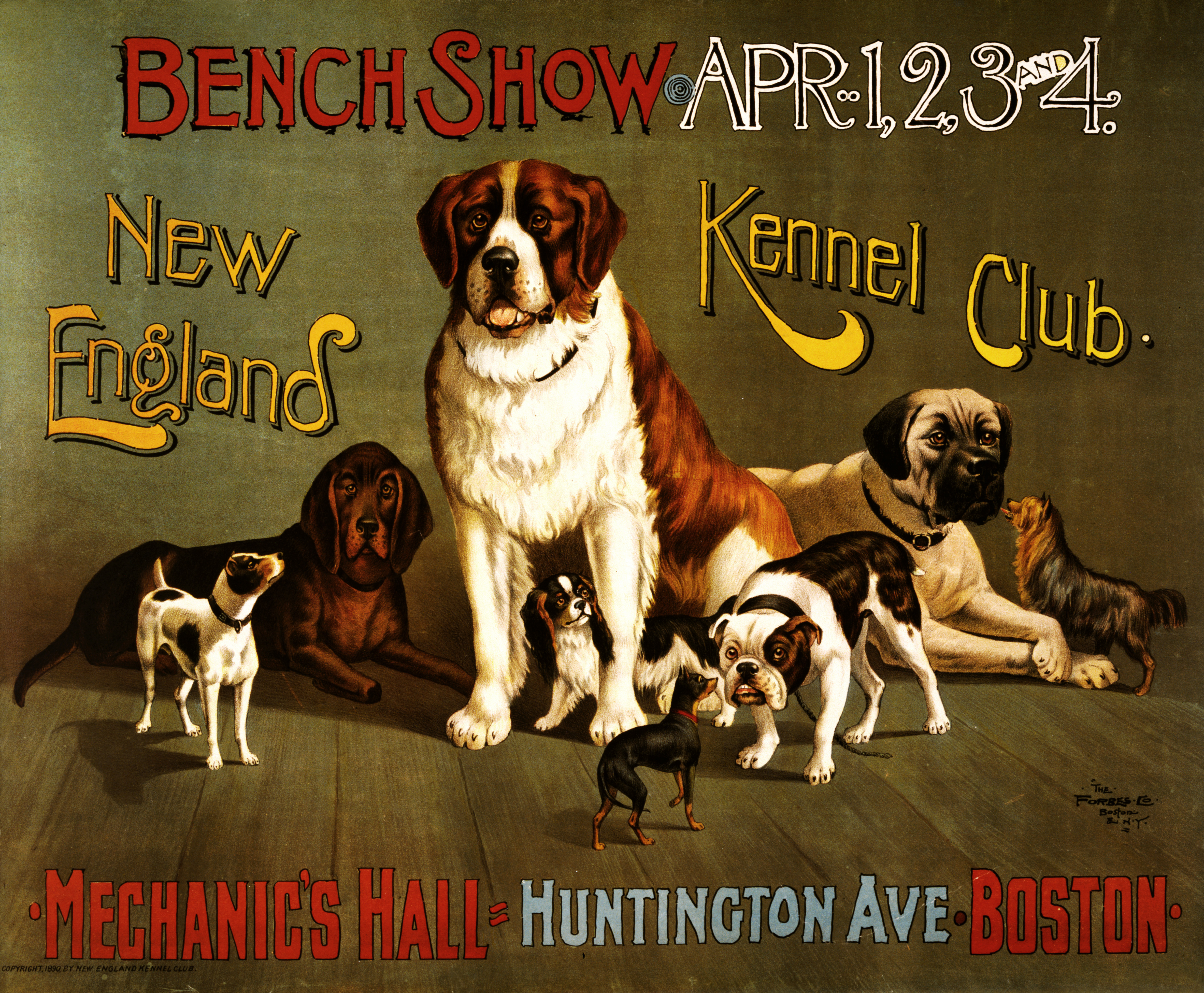
Cartel que muestra una variedad de perros en una exposición canina organizada por el Kennel Club de Nueva Inglaterra.

Kennel club es una organización cinológica encargada de la selección y estandarización de las razas caninas, festivales y promoción de más de una raza de perro. Los Kennel Club también se conocen como clubes de todas las razas, entendiendo todas las razas como aquellas reconocidas y raza como las pura raza, lo que no incluye razas híbridas ni cruces. Un club que solo gestiona una raza única se conoce como Club de Raza.

## Función
Los Kennel Club mantienen un registro de estándares para considerar pedigrí, así como la normativa para las ferias y concursos caninos y la acreditación de los jueces en ellas.
Lamentablemente, en los últimos años debido a prácticas endogámicas por parte de los criadores, las cuales han sido avaladas por los kennel club se cuestiona que no se está ayudando a los perros sino que por el contrario se les está empeorando y enfermando; los casos más graves son el Cavalier King Charles Spaniel, el Pug (lograr la cola enroscada del estándar podría significar una espina dorsal igualmente en espiral) y el Basset Hound, a cuyos ejemplares se le condenan a serios padecimientos médicos para lograr los estándares establecidos, los cuales se han visto agudizados por las prácticas endogámicas.
Algunas de las quejas más frecuentes a esta institución son:
1. Deben adaptar los estándares de las razas para que las cualidades sean orientadas en función zootécnica en lugar del aspecto estético ya que este último puede comprometer seriamente la calidad de vida de un perro (véase, Bulldog).
2. Permiten las cruzas endogámicas.
3. Permiten la reproducción de perros que han sido diagnosticados con enfermedades congénitas hereditarias a pesar de que serán transmitidas a los futuros cachorros.
4. Permiten la competencia de ejemplares con padecimientos congénitos (algunos de estos casos fueron expuestos en el documental «Los secretos del pedigrí»).

## Clubes
Algunos de los Kennel Clubs existentes hoy son:
- American Kennel Club (Estados Unidos)
- Australian National Kennel Council
- Canadian Kennel Club
- Kennel Club de Chile
- Kennel Club Argentino
- Kennel Club de India
- Kennel Unión de Sudáfrica
- The Kennel Club (Reino Unido)
- United Kennel Club (Estados Unidos)